# Paramushir
Paramushir ou Paramushiru (em russo:  Парамушир, em japonês:  幌筵島, em ainu:  パラムシㇼ　or パラムシㇽ  é a segunda maior ilha do arquipélago das ilhas Curilas, ficando próxima do norte do arquipélago.  É administrada pela Rússia, assim como o resto das ilhas Curilas, e disputada pelo Japão.
Possui vários vulcões, incluindo o pico Fuss com 1722 m de altitude e o Chikurachki com 1816 m.